# Skellefteå kommuns skärgård
Skellefteå kommuns skärgård ligger utanför Skellefteå kommun i Bottenviken. Skärgården utgörs av 695 öar. Degerön och Långön är den största av öarna i skärgården, men också kommunens största ö. Näst största ö är Romelsön. I Bäckfjärden finns en innerskärgård med många öar och skär. Delar av fjärden är också klassat som Natura 2000-område.

## Geografi

### Naturskydd
Delar av Skellefteå kommuns skärgård är skyddade som naturreservat. 
Burehällorna var tidigare en av skärgårdens öar, men landhöjningen har förbundit den till fastlandet. Hällorna, samt några öar runt omkring, är skyddade som naturreservat sedan 1984. Reservatet Skallön bildades 1998 och har sedermera utökats. Reservatet ligger i Sandvikssundet och inkluderar, förutom Skallön även flera grund och skär. Området är även klassat som Natura 2000-område. I naturreservatet Avanäset, bildat 2017 ingår Ledskär samt Ava- och Själahällorna. År 2022 bildades naturreservatet Malören-Vånören i Gammelgrundsviken. Reservatet inkluderar bland annat ön Malören.

## Ekonomi och infrastruktur

### Näringsliv

#### Fiske
Under 1500-talet pågick sälfiske på 22 platser.   Men dess minskade betydelse, samt att landhöjningen troligtvis tvingade säljakt allt längre ut gjorde att platserna minskade till 10 fram till 1820. Exempel på platser som övergavs från 1500-talet och fram till 1820 var Ostön, Skellefteskäret (Gråskär), Kågnäset, Ursviksfjärden och Grundfjärden. Av de platser som användes för sälfiske 1820, var majoriteten samma som de som användes under 1500-talet. De 10 platser som användes 1820 var: Romelsön, Snäckhamnen som brukades av Bergsbyns byamän, Snesviken som brukades av Ytterursvikens byamän, Skelleftenäset som brukades av Ytterursvikens byamän, Kinnbäcksnäset, Avanäset som blev öde efter utslag av den 18 november 1795, Tåmenäset, Byskenäset, Burenäset och Burviksnäset.
Mellan Degerön och fastlandet finns sundet Södersund, laxfisket i sundet var viktigt och under 1800-talet fick byborna fick taxa till staten för detta.

#### Industri
Antalet sågverk ökade i området under  senare delen av 1800-talet. År 1884 grundades Halsögrunds ångsåg på Halsön, en ö belägen mellan Östanbäck och Romelsön. Sågverket bedrev verksamhet fram till 1903 då verksamheten lades ner. Vid sågverket fanns herrgård, förvaltningsbyggnad, diverse förrådsbyggnader, en bostadskasern och några arbetarbostäder.

### Infrastruktur

#### Vägar
Vintertid kan isen i skärgården användas som isväg. Exempelvis spolades en väg mellan Avan, norr om Byske, och Buskön 2022. Detta för att frakta timmer och elstolpar.

#### Lotsplatser
Den ökade fartygstrafiken, med fartyg som företrädesvis lastades med sågat virke, bjälkar och sparrar, ledde också till ett ökat behov av lotsplatser. Lotsplatser blev Kallviken i Lövånger (1822–1827), Vånöra eller Bjuröklubb (från 1824), Bureå (1856–1860), Ursviken (1846–1903), Gåsören (1904–1967), Storkåge (1847–1918), Romelsön (från 1823) och Pite-Rönnskär (från 1821). En lotsstation var även planerad till Skelleftenäset 1814–1822 (senare kallad Näsudden), lotsstationen verkar dock inte ha blivit av.

#### Fyrplatser
Pite-Rönnskär är en av de öar som även varit fyrplats. Även Gåsören, utanför Skelleftehamn, har under lång tid varit fyrplats. Fyren togs i bruk 1881, den blev förklarad byggnadsminne 2001. Fyren på Bergskär, i Kågefjärden, togs i bruk 1893. På ön finns förutom fyren även militära lämningar. Rester efter militär verksamhet finns även på Hamnskär.

#### Hamnar
Under åtminstone 1800-talet fanns en hamn på Romelsön. Denna var, enligt militärens rekognosering 1811, "en god och säker hamn". År 1856 utsynades en barlastuppläggningsplats för Romelsöns hamn på nordvästra udden av Furuön.

## Befolkning
Totalt har det hittats över 100 fångstgropar samt labyrinter och kompassrosor i Skellefteås skärgård. Vilket tyder på att öarna nyttjats av människor under lång tid.

### Bosättning i skärgården
På Romelsön har arkeologiska fynd, bland annat husgrunder, ett bältesbeslag och en stenlabyrint, visar att ön var befolkad på vingingatiden och ett viktigt centrum för fiske och säljakt.
Det gjordes en karta över odlingslägenheter år 1821. Dessa var anslagna till lotsarna på Romelsön och vid Skelleftenäset. Lots anställdes sedermera till Romelsön, dock inte till Skelleftenäset. På Halsön var människor bosatta åtminstone från 1846 då Johan Larsson Östlund föddes  på ön. Han blev kvar där, bildade familj och var torpare. Utöver Larsson Östlund bosatte sig även några av sågverkets anställda på ön. Halsön var bosatt till åtminstone 1923.

## Kultur

### Kulturarv
På en del av öarna finns kapell, vilka är en del av skärgårdens kulturarv. Ett exempel är kapellet på Pite-Rönnskär som byggdes under 1700-talet.